# Gunnar Holmberg
Gunnar Holmberg   (Göteborg, 6 de maig de 1897 - Borås, 21 d'octubre de 1975) fou un futbolista suec, que jugava de centrecampista, que va competir durant la dècada de 1920.
El 1924 va prendre part en els Jocs Olímpics de París, on guanyà la medalla de bronze en la competició de futbol.
Pel que fa a clubs, defensà els colors del GAIS entre 1922 i 1928, amb qui guanyà la lliga sueca de 1922, 1925 i 1927. Entre 1922 i 1927 jugà 12 partits amb la selecció nacional, en què no marcà cap gol.